# Панис, Оливье
Оливье́ Пани́с (фр. Olivier Panis; родился 2 сентября 1966 года в Лионе) — французский автогонщик, выступавший в Формуле-1 с 1994 по 2004 в командах Ligier, Prost, B.A.R. и Toyota. За время выступления в Формуле-1 Панис одержал одну победу и 5 раз поднимался на подиум. Наибольших успехов добился, выступая за команду Ligier в течение своих первых трёх сезонов в Формуле-1.

## Формула-1
27-летний Панис получил место в Формуле-1 во французской команде Ligier. Его дебют состоялся в Бразилии, где он финишировал 11-м. В дальнейшем он занял второе место в Хоккенхайме, что шокировало многих (хотя в той гонке финишировало лишь 8 машин). Его напарник Эрик Бернар финишировал 3-м. По итогам сезона Панис занял 11-е место с 9 очками. Он финишировал во всех гонках, кроме Франции. Однако он был дисквалифицирован по решению стюардов из протокола Гран-при Португалии из-за нарушений размеров доски скольжения.
В следующем, 1995 году, он финишировал снова на фантастическом втором месте, но на этот раз в Аделаиде. Его отставание составляло два круга от Деймона Хилла. Также он закончил несколько гонок на 4-м месте, что позволило ему набрать 16 очков и закончить чемпионат на 8-м месте.
Несомненно, главным сюрпризом стала его победа в Монако в 1996 году. Стартовав с низкого 14-го места на мокрой трассе, Панис мастерски обошёл соперников на этой крайне узкой городской трассе, в том числе Мартина Брандла, Мику Хаккинена, Джонни Херберта, а также вовремя перешёл на слики. Он обошёл Эдди Ирвайна в шпильке Лёвс и шёл к заслуженному третьему месту, которое стало первым после сходов по техническим причинам двум машин, шедших впереди него: Williams Деймона Хилла и Benetton Жана Алези. Только три машины в итоге пришли к финишу (британцы Дэвид Култхард и Джонни Херберт пришли к финишу вторым и третьим соответственно), причём Панису удалось оторваться от Култхарда, что и принесло ему уверенную победу. Гонщиками было пройдено только 75 кругов из 78 запланированных из-за правила двух часов. Победа Паниса для Ligier стала первой за 15 лет, а также и последней. Также эта победа стала первой (и пока единственной) для французов за рулём французских команд в Монако за всю историю этого Гран-при. Эта победа стала единственным ярким моментом для Паниса в 1996 году, и лучше 5-го места в Венгрии ему ничего в этом сезоне добиться не удалось.
У Паниса был большой потенциал на сезон 1997 года, когда Ален Прост купил команду Ligier. На шинах Bridgestone он взял первый подиум для компании в Бразилии. Он ехал на высоком 2-м месте в Аргентине, пока не сошёл. После 6 гонок он шёл на третьем месте в чемпионате, благодаря второму подиуму в Испании. Он даже мог бы выиграть ту гонку, если бы не упёрся в трафик на 7 кругов, проиграв в итоге лидеру и победителю гонки Жаку Вильнёву 6 секунд на финише. Однако все надежды рухнули, когда Оливье сломал обе ноги в аварии в Канаде, из-за чего он пропустил 7 гонок. Место в команде занял Ярно Трулли, пока Панис не вернулся за последние три гонки до конца сезона. Он занял 6-е место на Гран-при Люксембурга, показав тем самым, что он полностью оправился после инцидента, так как он практически не потерял навыков вождения за это время. Несмотря на то, что он пропустил полгода, он смог финишировать в чемпионате 9-м с 16 очками.
1998 год стал для Паниса сложным. Ему не удалось набрать ни одного очка для команды, в основном из-за низкой скорости машины. Несмотря на это, его потенциал стал меньше из-за болей в ногах, возобновившихся после прошлогодней травмы. Лучшим результатом осталось 9-е место в Австралии, хотя он шёл высоко в Канаде, пока машина не вышла из строя. Показателем проблем стало лишь одно очко для команды, набранное Ярно Трулли в Спа.
В 1999 году произошло несколько улучшений — машина стала быстрее, появились новые спонсоры. Также роль сыграли необычные обстоятельства, из-за чего команда вернула себе форму. Панис показал 6-й результат в полной сходов гонке в Бразилии, и успех был повторен в Германии. Квалификации для Оливье стали заканчиваться куда лучше — 3-е место во Франции, 5-е место в Нюрбургринге и 6-е в Сузуке. Причём в последней он провел большую часть гонки 3-м. Несмотря на надежды вернуться в лидеры, неудача и стратегические ошибки не позволили команде набрать много очков. Не видя перспектив в команде Prost, Оливье разрывает контракт.
Панис рассчитывал на место в команде Williams F1, которая испытывала проблемы в это время, но затем переключил своё внимание на место тест-пилота McLaren F1. Это позволило Панису показать себя другим топ-командам, побивая времена двукратного чемпиона Мики Хаккинена и двукратного вице-чемпиона Дэвида Култхарда. Это позволило ему перейти в BAR, но успеха, на который он надеялся, не удалось добиться и здесь — лишь 8 очков за два сезона — 2001 (5 очков) и 2002 (3 очка). Лучшим результатом за всё это время для него стало 4-е место в Гран-при Бразилии 2001 года. Он стал также четвёртым в дебютной гонке за команду в Гран-при Австралии 2001 года, но был оштрафован за обгон под жёлтыми флагами на 25 секунд, что отбросило его на 7-е место и позволило набрать Кими Райкконену его первое очко.
В 2003 Панис перешёл в Тойоту. Он подписал контракт и успел изучить команду за эти два года, так как это помогло его напарнику Кристиано да Матта воплотить надежды о Формуле-1 в реальность. Результаты продолжали улучшаться, отчасти потому, что ему удавалось хорошо проводить квалификации, а вот в гонках добиться многого не удавалось. Результатом на конец чемпионата оказалось 15-е место с 6 очками.
Панис продолжил выступать за Тойоту и в 2004 году — своём 10-м сезоне в Формуле-1. В начале октября он объявил, что закончит карьеру после Гран-при Японии, хотя и планировал остаться тест-пилотом Тойоты в 2005 и 2006. На 2005 год Панис был самым возрастным действующим гонщиком — 37 лет. 2004 для него закончился также лишь с 6 очками, пока он не был заменен на Рикардо Зонту.
В 2005 Паниса объявили третьим пилотом Тойоты на Гран-при Франции. Этот Гран-при стал для него последним в карьере. 18 сентября 2006 года Панис объявил об окончательном завершении карьеры в Формуле-1, чтобы сосредоточиться на других гоночных сериях. Его последним выездом на болиде Формулы-1 стали тесты Тойоты в Хересе 14 декабря 2006.
Паниса часто отмечали[кто?] за его гоночное мастерство. Также, Хаккинен был расстроен, когда узнал, что Панис уходит из McLaren ради места боевого пилота в составе другой конюшни.

## Спорт-кары
Он вернулся в гонки в 2008 в составе команды Oreca в Европейской серии Ле-Ман. Панис также работал консультантом в команде Франции A1. Также Панис участвовал в передаче Top Gear, представляя команду по гонкам на льду. Его в шутку назвали[кто?] «лучшим вторым гонщиком Франции», возможно вторым после Алена Проста.

## Младшие гоночные серии
| Год       | Гоночная серия             | Команда | Побед | Результат                            |
| --------- | -------------------------- | ------- | ----- | ------------------------------------ |
| 1981—1987 | Картинг                    |         |       | Победитель Elf Scholarship 1987 года |
| 1988      | Французская Формула Рено   |         |       | 2-е место                            |
| 1989      | Французская Формула Рено   |         | 5     | Чемпион                              |
| 1990      | Французская Формула-3      |         |       | 4-е место                            |
| 1991      | Французская Формула-3      |         | 5     | 2-е место                            |
| 1992      | Международная Формула-3000 | Lola    |       |                                      |
| 1992      | Международная Формула-3000 | DAMS    | 3     | Чемпион                              |

## Карьера в Формуле-1

### Статистика выступлений
| Легенда к таблице |                                                                    |
| --- | ------------------------------------------------------------------ |
| В таблице перечислены результаты всех Гран-при Формулы-1, в которых принимал участие гонщик. Строками таблицы являются сезоны, столбцами — этапы чемпионата мира. В каждой клетке указаны сокращённое название этапа и результат, дополнительно обозначенный цветом. Расшифровка обозначений и цветов представлена в нижеследующей таблице. |                                                                    |
| \| Пример \| Описание \| \| ------------ \| ------------------------------------------------------------------ \| \| 1 \| Победитель \| \| 2 \| Второе место \| \| 3 \| Третье место \| \| 5 \| Финишировал, заработав очки \| \| Сход \| Не финишировал, но при этом заработал очки \| \| 12 \| Финишировал, не получив очков \| \| НКЛ \| Финишировал, но не попал в финальную классификацию \| \| 15 \| Участвовал вне зачёта, либо по отдельной классификации \| \| 18 \| Не финишировал, но попал в финальную классификацию \| \| Сход \| Не финишировал \| \| НКВ \| Не прошёл квалификацию \| \| НПКВ \| Не прошёл предквалификацию \| \| ДСК \| Дисквалифицирован \| \| ИСК \| Исключён из протокола соревнований \| \| ТТ \| Заявлен для участия только в тренировках \| \| НС \| Участвовал в квалификации, но не стартовал в гонке \| \| Т \| Травмирован или болен \| \| ОТК \| Отказ от участия \| \| НТР \| Прибыл на соревнования, но на трассу не выезжал \| \| НПР \| Был заявлен в числе участников, но не прибыл к началу соревнований \| \| О \| Соревнования отменены \| \| \| Не участвовал \| \| Поул-позиция \| \| \| Быстрый круг \| \| |                                                                    |
| Пример | Описание                                                           |
| 1 | Победитель                                                         |
| 2 | Второе место                                                       |
| 3 | Третье место                                                       |
| 5 | Финишировал, заработав очки                                        |
| Сход | Не финишировал, но при этом заработал очки                         |
| 12 | Финишировал, не получив очков                                      |
| НКЛ | Финишировал, но не попал в финальную классификацию                 |
| 15 | Участвовал вне зачёта, либо по отдельной классификации             |
| 18 | Не финишировал, но попал в финальную классификацию                 |
| Сход | Не финишировал                                                     |
| НКВ | Не прошёл квалификацию                                             |
| НПКВ | Не прошёл предквалификацию                                         |
| ДСК | Дисквалифицирован                                                  |
| ИСК | Исключён из протокола соревнований                                 |
| ТТ | Заявлен для участия только в тренировках                           |
| НС | Участвовал в квалификации, но не стартовал в гонке                 |
| Т | Травмирован или болен                                              |
| ОТК | Отказ от участия                                                   |
| НТР | Прибыл на соревнования, но на трассу не выезжал                    |
| НПР | Был заявлен в числе участников, но не прибыл к началу соревнований |
| О | Соревнования отменены                                              |
| | Не участвовал                                                      |
| Поул-позиция |                                                                    |
| Быстрый круг |                                                                    |

| Год  | Команда | 1        | 2        | 3        | 4        | 5        | 6        | 7        | 8        | 9        | 10       | 11       | 12       | 13       | 14       | 15       | 16       | 17       | 18  | Команда | Место | Очки |
| ---- | ------- | -------- | -------- | -------- | -------- | -------- | -------- | -------- | -------- | -------- | -------- | -------- | -------- | -------- | -------- | -------- | -------- | -------- | --- | ------- | ----- | ---- |
| 1994 | Ligier  | БРА 11   | ТИХ 9    | САН 11   | МОН 9    | ИСП 7    | КАН 12   | ФРА Сход | ВЕЛ 12   | ГЕР 2    | ВЕН 6    | БЕЛ 7    | ИТА 10   | ПОР ДСК  | ЕВР 9    | ЯПО 11   | АВС 5    |          |     | Ligier  | 11    | 9    |
| 1995 | Ligier  | БРА Сход | АРГ 7    | САН 9    | ИСП 6    | МОН Сход | КАН 4    | ФРА 8    | ВЕЛ 4    | ГЕР Сход | ВЕН 6    | БЕЛ 9    | ИТА Сход | ПОР Сход | ЕВР Сход | ТИХ 8    | ЯПО 5    | АВС 2    |     | Ligier  | 8     | 16   |
| 1996 | Ligier  | АВС 7    | БРА 6    | АРГ 8    | ЕВР Сход | САН Сход | МОН 1    | ИСП Сход | КАН Сход | ФРА 7    | ВЕЛ Сход | ГЕР 7    | ВЕН 5    | БЕЛ Сход | ИТА Сход | ПОР 10   | ЯПО 7    |          |     | Ligier  | 9     | 13   |
| 1997 | Prost   | АВС 5    | БРА 3    | АРГ Сход | САН 8    | МОН 4    | ИСП 2    | КАН 11   | ФРА      | ВЕЛ      | ГЕР      | ВЕН      | БЕЛ      | ИТА      | АВТ      | ЛЮК 6    | ЯПО Сход | ЕВР 7    |     | Prost   | 9     | 16   |
| 1998 | Prost   | АВС 9    | БРА Сход | АРГ 15   | САН 11   | ИСП 16   | МОН Сход | КАН Сход | ФРА 11   | ВЕЛ Сход | АВТ Сход | ГЕР 15   | ВЕН 12   | БЕЛ НС   | ИТА Сход | ЛЮК 12   | ЯПО 11   |          |     | Prost   | НКЛ   | 0    |
| 1999 | Prost   | АВС Сход | БРА 6    | САН Сход | МОН Сход | ИСП Сход | КАН 9    | ФРА 8    | ВЕЛ 13   | АВТ 10   | ГЕР 6    | ВЕН 10   | БЕЛ 13   | ИТА 11   | ЕВР 9    | МАЛ Сход | ЯПО Сход |          |     | Prost   | 15    | 2    |
| 2001 | BAR     | АВС 7    | МАЛ Сход | БРА 4    | САН 8    | ИСП 7    | АВТ 5    | МОН Сход | КАН Сход | ЕВР Сход | ФРА 9    | ВЕЛ Сход | ГЕР 7    | ВЕН Сход | БЕЛ 11   | ИТА 9    | США 11   | ЯПО 13   |     | BAR     | 14    | 5    |
| 2002 | BAR     | АВС Сход | МАЛ Сход | БРА Сход | САН Сход | ИСП Сход | АВТ Сход | МОН Сход | КАН 8    | ЕВР 9    | ВЕЛ 5    | ФРА Сход | ГЕР Сход | ВЕН 12   | БЕЛ 12   | ИТА 6    | США 12   | ЯПО Сход |     | BAR     | 14    | 3    |
| 2003 | Toyota  | АВС Сход | МАЛ Сход | БРА Сход | САН 9    | ИСП Сход | АВТ Сход | МОН 13   | КАН 8    | ЕВР Сход | ФРА 8    | ВЕЛ 11   | ГЕР 5    | ВЕН Сход | ИТА Сход | США Сход | ЯПО 10   |          |     | Toyota  | 14    | 6    |
| 2004 | Toyota  | АВС 13   | МАЛ 12   | БАХ 9    | САН 11   | ИСП Сход | МОН 8    | ЕВР 11   | КАН ДСК  | США 5    | ФРА 15   | ВЕЛ Сход | ГЕР 14   | ВЕН 11   | БЕЛ 8    | ИТА Сход | КИТ 14   | ЯПО 14   | БРА | Toyota  | 14    | 6    |